# The Pool (Rollenspiel)
The Pool ist ein im Jahr 2000 erschienenes freies universelles Rollenspiel, das von James V. West geschrieben wurde.
Die Idee hinter The Pool ist erzählerisches Rollenspiel, in dem Spieler und Spielleiter zusammenarbeiten, um eine Geschichte zu erzählen. Aus diesem Grund setzt es auf ein regelleichtes System, ein offenes Eigenschaftssystem und Konflikt- statt Taskauflösung.
Dieses Konzept hat Maßstäbe gesetzt, und heute kann The Pool als eines der etablierten Indy-RPG-Systeme betrachtet werden. Viele Rollenspieler sehen darin neben Sorcerer einen der wichtigsten Vertreter des narrativen Rollenspiels.

## Regeln

### Grundlegendes
The Pool basiert auf einem Poolsystem mit mehreren sechsseitigen Würfeln (W6). Jeder Spieler beginnt mit einem Würfelvorrat von 15 W6, der sich im Zuge der Charaktererschaffung und des Spiels verändert.

### Charaktererschaffung
Die Charaktererschaffung erfolgt durch das Aufschreiben von Motiven – Dingen die den Charakter beschreiben. Es kann sich dabei wie bei klassischen Rollenspielen um Attribute und Fertigkeiten handeln, aber auch um Archetypen ("geldgieriger Industrieller"), Charakterzügen ("schwermütig"), Beziehungen ("Liebe zu meiner Frau") oder andere Eigenschaften ("Mag scharfes Essen").
Jedem dieser Motive ist ein Wert zwischen 1 und 3 zugewiesen der von dem anfänglichen Würfelvorrat von 15 W6 gekauft werden muss. Die Kosten betragen den Wert des Motivs hoch 2. Ein Motiv von 1 kostet also einen Würfel, eines von 2 vier Würfel und eines von 3 neun Würfel. Für Motive ausgegebene Würfel stehen im Laufe des Spiels nicht mehr zur Verfügung.

### Konfliktauflösung
Konflikte sind Handlungen deren Ausgang ungewiss ist, etwa das Erklettern einer Mauer. Der grundlegende Würfelvorrat für die Durchführung der Aktion ist der Wert eines passenden Motivs – oder 0, falls ein solches nicht vorhanden ist. Der Spieler kann die Chancen in diesem Konflikt dadurch verbessern, dass er Würfel aus seinem Vorrat einsetzt. Der Spielleiter kann zudem 1–3 Würfel zur Verfügung stellen, je nachdem für wie wichtig er den glücklichen Ausgang des Konflikts für den weiteren Spielverlauf hält.
Sollten die Würfel mindestens eine 1 anzeigen, ist der Konflikt für den Spieler glücklich ausgegangen, andernfalls ist er missglückt und alle für diese Probe eingesetzten Würfel aus dem Vorrat sind verloren.
Nach einem glücklich ausgegangenen Konflikt erhält der Spieler 1–3 Würfel von seinem Spielleiter, die er seinem Würfelvorrat hinzufügen darf, und der Spielleiter erzählt den Ausgang des Konflikts. Der Spieler kann diese Belohnung aber auch ablehnen und stattdessen einen sogenannten „Monolog“ halten – der Spieler beschreibt den Ausgang des Konflikts.

### Erfahrung
Am Ende einer Spielsitzung wird der Würfelvorrat eines Spielers auf neun aufgestockt, falls er weniger Würfel haben sollte, andernfalls bleiben sie beim bisherigen Stand.
Der Spieler kann diesen Vorrat verwenden, um neue Motive zu kaufen oder bestehende zu verbessern, und zwar zu den gleichen Kosten wie bei der Charaktererschaffung.
Die nach der Steigerung übriggebliebenen Würfel bilden direkt den Würfelvorrat für die nächste Sitzung.